# Santiago de María
Santiago de María és un municipi del departament d'Usulután, al Salvador.
Té una extensió de 37,71 km², i el 1992 tenia censada una població de 17.291 habitants, dels que 11.894 vivien a l'àrea urbana i 5,397 als 'cantons' (cantones, en castellà) rurals.
Està situat a 900 metres sobre el nivell del mar, en plena zona cafetalera.
El 17 de març de 1893 va rebre el títol de villa i el 27 d'abril de 1896 el de ciutat.